# هادامسهاوزن
هادامسهاوزن (به آلمانی: Haddamshausen) یک منطقهٔ مسکونی در آلمان است که در هسن واقع شده‌است. هادامسهاوزن ۵۶۵ نفر جمعیت دارد.